# Репринцев, Василий Михайлович
Василий Михайлович Репринцев — советский хозяйственный, государственный и политический деятель, Герой Социалистического Труда.

## Биография
Родился в 1920 году в деревне Волжанчик Советского района. Член ВКП(б) с 1942 года.
С 1937 года — на хозяйственной, общественной и политической работе. В 1937—1985 гг. — колхозник, участник Великой Отечественной войны, инструктор, заведующий отделом райкома КПСС, секретарь парткома МТС, секретарь райкома КПСС, председатель ордена Ленина колхоза «Родина» Советского района Курской области
Указом Президиума Верховного Совета СССР от 8 апреля присвоено звание Героя Социалистического Труда с вручением ордена Ленина и золотой медали «Серп и Молот».
Избирался депутатом Верховного Совета РСФСР 8-го созыва, депутатом Верховного Совета СССР 10-го созыва.